# Billboardlistans förstaplaceringar 2011
Billboard Hot 100 toppades under 2011 av 14 olika singlar under de 52 veckorna. och först ut var Katy Perrys "Firework", som då toppat listan sedan sent 2010.

## Historik
| Datum        | Låt                            | Artist(er)                                  | Källor |
| ------------ | ------------------------------ | ------------------------------------------- | ------ |
| 1 januari    | "Firework"                     | Katy Perry                                  | [ 2 ]  |
| 8 januari    | "Grenade"                      | Bruno Mars                                  | [ 3 ]  |
| 15 januari   | "Firework"                     | Katy Perry                                  | [ 4 ]  |
| 22 januari   | "Grenade"                      | Bruno Mars                                  | [ 5 ]  |
| 29 januari   | "Hold It Against Me"           | Britney Spears                              | [ 6 ]  |
| 5 februari   | "Grenade"                      | Bruno Mars                                  | [ 7 ]  |
| 12 februari  | "Grenade"                      | Bruno Mars                                  | [ 8 ]  |
| 19 februari  | "Black and Yellow"             | Wiz Khalifa                                 | [ 9 ]  |
| 26 februari  | "Born This Way"                | Lady Gaga                                   | [ 10 ] |
| 5 mars       | "Born This Way"                | Lady Gaga                                   | [ 11 ] |
| 12 mars      | "Born This Way"                | Lady Gaga                                   | [ 12 ] |
| 19 mars      | "Born This Way"                | Lady Gaga                                   | [ 13 ] |
| 26 mars      | "Born This Way"                | Lady Gaga                                   | [ 14 ] |
| 2 april      | "Born This Way"                | Lady Gaga                                   | [ 15 ] |
| 9 april      | "E.T."                         | Katy Perry featuring Kanye West             | [ 16 ] |
| 16 april     | "E.T."                         | Katy Perry featuring Kanye West             | [ 17 ] |
| 23 april     | "E.T."                         | Katy Perry featuring Kanye West             | [ 18 ] |
| 30 april     | "S&M"                          | Rihanna featuring Britney Spears            | [ 20 ] |
| 7 maj        | "E.T."                         | Katy Perry featuring Kanye West             | [ 21 ] |
| 14 maj       | "E.T."                         | Katy Perry featuring Kanye West             | [ 22 ] |
| 21 maj       | "Rolling in the Deep"          | Adele                                       | [ 23 ] |
| 28 maj       | "Rolling in the Deep"          | Adele                                       | [ 24 ] |
| 4 juni       | "Rolling in the Deep"          | Adele                                       | [ 25 ] |
| 11 juni      | "Rolling in the Deep"          | Adele                                       | [ 26 ] |
| 18 juni      | "Rolling in the Deep"          | Adele                                       | [ 27 ] |
| 25 juni      | "Rolling in the Deep"          | Adele                                       | [ 28 ] |
| 2 juli       | "Rolling in the Deep"          | Adele                                       | [ 29 ] |
| 9 juli       | "Give Me Everything"           | Pitbull featuring Ne-Yo, Afrojack och Nayer | [ 30 ] |
| 16 juli      | "Party Rock Anthem"            | LMFAO featuring Lauren Bennett och GoonRock | [ 31 ] |
| 23 juli      | "Party Rock Anthem"            | LMFAO featuring Lauren Bennett och GoonRock | [ 32 ] |
| 30 juli      | "Party Rock Anthem"            | LMFAO featuring Lauren Bennett och GoonRock | [ 33 ] |
| 6 augusti    | "Party Rock Anthem"            | LMFAO featuring Lauren Bennett och GoonRock | [ 34 ] |
| 13 augusti   | "Party Rock Anthem"            | LMFAO featuring Lauren Bennett och GoonRock | [ 35 ] |
| 20 augusti   | "Party Rock Anthem"            | LMFAO featuring Lauren Bennett och GoonRock | [ 36 ] |
| 27 augusti   | "Last Friday Night (T.G.I.F.)" | Katy Perry                                  | [ 37 ] |
| 3 september  | "Last Friday Night (T.G.I.F.)" | Katy Perry                                  | [ 38 ] |
| 10 september | "Moves Like Jagger"            | Maroon 5 featuring Christina Aguilera       | [ 39 ] |
| 17 september | "Someone Like You"             | Adele                                       | [ 40 ] |
| 24 september | "Moves Like Jagger"            | Maroon 5 featuring Christina Aguilera       | [ 41 ] |
| 1 oktober    | "Moves Like Jagger"            | Maroon 5 featuring Christina Aguilera       | [ 42 ] |
| 8 oktober    | "Moves Like Jagger"            | Maroon 5 featuring Christina Aguilera       | [ 43 ] |
| 15 oktober   | "Someone Like You"             | Adele                                       | [ 44 ] |
| 22 oktober   | "Someone Like You"             | Adele                                       | [ 45 ] |
| 29 oktober   | "Someone Like You"             | Adele                                       | [ 46 ] |
| 5 november   | "Someone Like You"             | Adele                                       | [ 47 ] |
| 12 november  | "We Found Love"                | Rihanna featuring Calvin Harris             | [ 48 ] |
| 19 november  | "We Found Love"                | Rihanna featuring Calvin Harris             | [ 49 ] |
| 26 november  | "We Found Love"                | Rihanna featuring Calvin Harris             | [ 50 ] |
| 3 december   | "We Found Love"                | Rihanna featuring Calvin Harris             | [ 51 ] |
| 10 december  | "We Found Love"                | Rihanna featuring Calvin Harris             | [ 52 ] |
| 17 december  | "We Found Love"                | Rihanna featuring Calvin Harris             | [ 53 ] |
| 24 december  | "We Found Love"                | Rihanna featuring Calvin Harris             | [ 54 ] |
| 31 december  | "We Found Love"                | Rihanna featuring Calvin Harris             | [ 55 ] |

### Fotnoter
1. ↑  Pietroluongo, Silvio (8 december 2010). ”Katy Perry's 'Firework' Shines Over Hot 100”. Billboard (Prometheus Global Media). http://www.billboard.com/news/katy-perry-s-firework-shines-over-hot-100-1004133974.story. Läst 8 december 2010.
2. ↑  Pietroluongo, Silvio (23 december 2010). ”Katy Perry's 'Firework' Stays Atop Hot 100, Lil Wayne Cracks Top 10”. Billboard (Prometheus Global Media). http://www.billboard.com/#/news/katy-perry-s-firework-stays-atop-hot-100-1004137109.story. Läst 23 december 2010.
3. ↑  Pietroluongo, Silvio (29 december 2010). ”Bruno Mars Maneuvers to Top of Hot 100”. Billboard (Prometheus Global Media). http://www.billboard.com/#/news/bruno-mars-maneuvers-to-top-of-hot-100-1004137358.story. Läst 29 december 2010.
4. ↑  Pietroluongo, Silvio (6 januari 2011). ”Katy Perry's 'Firework' Pops Back to No. 1 on Hot 100”. Billboard (Prometheus Global Media). http://www.billboard.com/#/news/katy-perry-s-firework-pops-back-to-no-1-1004137948.story. Läst 6 januari 2011.
5. ↑  Pietroluongo, Silvio (13 januari 2011). ”Bruno Mars Continues Hot 100 No. 1 Rotation with 'Grenade'”. Billboard (Prometheus Global Media). http://www.billboard.com/#/news/bruno-mars-continues-hot-100-no-1-rotation-1004138707.story. Läst 13 januari 2011.
6. ↑  Trust, Gary (19 januari 2011). ”Britney Spears' 'Hold It Against Me' Debuts Atop Hot 100”. Billboard (Prometheus Global Media). http://www.billboard.com/#/news/britney-spears-hold-it-against-me-debuts-1004139415.story. Läst 19 januari 2011.
7. ↑  Trust, Gary (27 januari 2011). ”Bruno Mars Returns To Hot 100 Summit, Britney Slips 5 Spots”. Billboard (Prometheus Global Media). http://www.billboard.com/#/news/bruno-mars-grenade-returns-to-hot-100-summit-1005014162.story. Läst 27 januari 2011.
8. ↑  Trust, Gary (3 februari 2011). ”Bruno Mars Holds Off P!nk Atop Hot 100”. Billboard (Prometheus Global Media). http://www.billboard.com/#/news/bruno-mars-holds-off-p-nk-atop-hot-100-1005020272.story. Läst 3 februari 2011.
9. ↑  Trust, Gary (10 februari 2011). ”Wiz Khalifa's 'Black And Yellow' Tops Hot 100”. Billboard (Prometheus Global Media). http://www.billboard.com/#/news/wiz-khalifa-s-black-and-yellow-tops-hot-1005029612.story. Läst 10 februari 2011.
10. ↑  Trust, Gary (16 februari 2011). ”Lady Gaga Claims 1,000th Hot 100 No. 1 with 'Born This Way'”. Billboard (Prometheus Global Media). http://www.billboard.com/#/news/lady-gaga-claims-1-000th-hot-100-no-1-with-1005036702.story. Läst 16 februari 2011.
11. ↑  Trust, Gary (24 februari 2011). ”Lady Gaga's 'Born This Way' Grows Atop Grammy-Fueled Hot 100”. Billboard (Prometheus Global Media). http://www.billboard.com/#/news/lady-gaga-s-born-this-way-grows-atop-grammy-1005047042.story. Läst 24 februari 2011.
12. ↑  Trust, Gary (3 mars 2011). ”Jennifer Lopez Leaps Onto Hot 100 with 'On the Floor'”. Billboard (Prometheus Global Media). http://www.billboard.com/#/news/jennifer-lopez-leaps-onto-hot-100-with-on-1005057282.story. Läst 3 mars 2011.
13. ↑  Trust, Gary (10 mars 2011). ”Britney Spears' 'World' Spins Onto Hot 100”. Billboard (Prometheus Global Media). http://www.billboard.com/#/news/britney-spears-world-spins-onto-hot-100-1005067192.story. Läst 10 mars 2011.
14. ↑  Trust, Gary (17 mars 2011). ”Katy Perry Dominates Digital Songs, 'E.T.' Climbs Hot 100”. Billboard (Prometheus Global Media). http://www.billboard.com/news/katy-perry-dominates-digital-songs-heats-1005078812.story. Läst 17 mars 2011.
15. ↑  Trust, Gary (23 mars 2011). ”Lady Gaga, 'Glee' Songs Dominate Hot 100”. Billboard (Prometheus Global Media). http://www.billboard.com/news/lady-gaga-glee-songs-dominate-hot-100-1005089442.story. Läst 3 februari 2012.
16. ↑  Trust, Gary (30 mars 2011). ”Katy Perry's 'E.T.' Rockets To No. 1 On Hot 100”. Billboard (Prometheus Global Media). http://www.billboard.com/#/news/katy-perry-s-e-t-rockets-to-no-1-on-hot-1005100882.story. Läst 30 mars 2011.
17. ↑  Trust, Gary (6 april 2011). ”Katy Perry's 'E.T.' Widens Lead Atop Hot 100”. Billboard (Prometheus Global Media). http://www.billboard.com/#/news/katy-perry-s-e-t-widens-lead-atop-hot-100-1005114432.story. Läst 6 april 2011.
18. ↑  Trust, Gary (13 april 2011). ”Katy Perry Takes Third Week Atop Hot 100 with Airplay Boost”. Billboard (Prometheus Global Media). http://www.billboard.com/news/katy-perry-takes-third-week-atop-hot-100-1005132412.story#/news/katy-perry-takes-third-week-atop-hot-100-1005132412.story. Läst 13 april 2011.
19. ↑  Trust, Gary (22 april 2011). ”Ask Billboard: Britney Spears, Rihanna, Hits Of The World”. Billboard (Prometheus Global Media). http://www.billboard.com/#/news/ask-billboard-britney-spears-rihanna-hits-1005150552.story. Läst 29 maj 2011.
20. ↑  Trust, Gary (20 april 2011). ”Rihanna's 'S&M' Reigns on Hot 100, Lady Gaga's 'Judas' Debuts”. Billboard (Prometheus Global Media). http://www.billboard.com/#/news/rihanna-s-s-m-reigns-on-hot-100-lady-gaga-1005144922.story. Läst 20 april 2011.
21. ↑  Trust, Gary (27 april 2011). ”Katy Perry's 'E.T.' Returns To No. 1 On Hot 100”. Billboard (Prometheus Global Media). http://www.billboard.com/#/news/katy-perry-s-e-t-returns-to-no-1-on-hot-1005158792.story. Läst 27 april 2011.
22. ↑  Trust, Gary (4 maj 2011). ”Katy Perry Holds Off Britney Spears Atop Hot 100”. Billboard (Prometheus Global Media). http://www.billboard.com/#/news/katy-perry-holds-off-britney-spears-atop-1005171272.story. Läst 4 maj 2011.
23. ↑  Trust, Gary (11 maj 2011). ”Adele's 'Rolling in the Deep' Tops Hot 100”. Billboard (Prometheus Global Media). http://www.billboard.com/news/adele-s-rolling-in-the-deep-tops-hot-100-1005179322.story. Läst 11 maj 2011.
24. ↑  Trust, Gary (18 maj 2011). ”Adele Stays Atop Hot 100, Lady Gaga Makes 'Glory'-ous Start”. Billboard (Prometheus Global Media). http://www.billboard.com/#/news/adele-stays-atop-hot-100-lady-gaga-makes-1005188862.story. Läst 18 maj 2011.
25. ↑  Trust, Gary (25 maj 2011). ”Adele Remains Atop Hot 100, Lady Gaga Makes 'Hair'-Raising Bow”. Billboard (Prometheus Global Media). http://www.billboard.com/#/news/adele-remains-atop-hot-100-lady-gaga-makes-1005203342.story. Läst 25 maj 2011.
26. ↑  Trust, Gary (1 juni 2011). ”'Idols' Scotty McCreery & Lauren Alaina Top Hot 100 Debuts, Adele Still No. 1”. Billboard (Prometheus Global Media). http://www.billboard.com/#/news/idols-scotty-mccreery-lauren-alaina-top-1005211922.story. Läst 1 juni 2011.
27. ↑  Trust, Gary (8 juni 2011). ”Adele's Still 'Deep' Atop Hot 100, Coldplay Makes a Splash”. Billboard (Prometheus Global Media). http://www.billboard.com/#/news/adele-s-still-deep-atop-hot-100-coldplay-1005221272.story. Läst 8 juni 2011.
28. ↑  Trust, Gary (15 juni 2011). ”Adele 'Rolling' Along Atop Hot 100, Jason Aldean & Nicki Minaj Reach Top 10”. Billboard (Prometheus Global Media). http://www.billboard.com/#/news/adele-rolling-along-atop-hot-100-jason-aldean-1005237392.story. Läst 15 juni 2011.
29. ↑  Trust, Gary (22 juni 2011). ”Katy Perry's 'Friday' Flies Up Hot 100, Adele Still No. 1”. Billboard (Prometheus Global Media). http://www.billboard.com/#/news/katy-perry-s-friday-flies-up-hot-100-adele-1005244602.story. Läst 22 juni 2011.
30. ↑  Trust, Gary (29 juni 2011). ”Pitbull's 'Give Me Everything' Powers to No. 1 on Hot 100”. Billboard (Prometheus Global Media). http://www.billboard.com/#/news/pitbull-s-give-me-everything-powers-to-no-1005256872.story. Läst 29 juni 2011.
31. ↑  Trust, Gary (6 juli 2011). ”LMFAO Brings the 'Party' to Top of Hot 100”. Billboard (Prometheus Global Media). http://www.billboard.com/#/news/lmfao-brings-the-party-to-top-of-hot-100-1005264912.story. Läst 6 juli 2011.
32. ↑  Trust, Gary (13 juli 2011). ”LMFAO Keeps 'Party' Rocking Atop Hot 100”. Billboard (Prometheus Global Media). http://www.billboard.com/#/news/lmfao-keeps-party-rocking-atop-hot-100-1005276022.story. Läst 13 juli 2011.
33. ↑  Trust, Gary (20 juli 2011). ”LMFAO Still Atop Hot 100, Demi Lovato Debuts In Top 10”. Billboard (Prometheus Global Media). http://www.billboard.com/#/news/lmfao-still-atop-hot-100-demi-lovato-debuts-1005286582.story. Läst 20 juli 2011.
34. ↑  Trust, Gary (27 juli 2011). ”Bad Meets Evil Hits Top 10 on Hot 100, LMFAO Still No. 1”. Prometheus Global Media. http://www.billboard.com/news#/news/bad-meets-evil-hits-top-10-on-hot-100-lmfao-1005295512.story. Läst 27 juli 2011.
35. ↑  Trust, Gary (3 augusti 2011). ”Britney Spears Bounds Into Hot 100's Top 10, LMFAO Still No. 1”. Billboard (Prometheus Global Media). Arkiverad från originalet den 31 oktober 2005. https://web.archive.org/web/20051031005909/http://www.billboard.com/bbcom/index.jsp#/news/britney-spears-bounds-into-hot-100-s-top-1005303922.story. Läst 3 augusti 2011.
36. ↑  Petroluongo, Silvio (10 augusti 2011). ”LMFAO Keeps Katy Perry At Bay Atop Hot 100”. Billboard (Prometheus Global Media). http://www.billboard.com/#/news/lmfao-keeps-katy-perry-at-bay-atop-hot-100-1005312192.story. Läst 10 augusti 2011.
37. ↑  Trust, Gary (17 augusti 2011). ”Katy Perry Makes Hot 100 History: Ties Michael Jackson's Record”. Billboard (Prometheus Global Media). http://www.billboard.com/#/news/katy-perry-makes-hot-100-history-ties-michael-1005318432.story. Läst 17 augusti 2011.
38. ↑  Trust, Gary (24 augusti 2011). ”Lil Wayne Logs Hot 100's Biggest Bow, Katy Perry Still No. 1”. Billboard (Prometheus Global Media). http://www.billboard.com/#/news/lil-wayne-logs-hot-100-s-biggest-bow-katy-1005327782.story. Läst 24 augusti 2011.
39. ↑  Trust, Gary (31 augusti 2011). ”Maroon 5, Christina Aguilera's 'Jagger' Moves to No. 1 on Hot 100”. Billboard (Prometheus Global Media). http://www.billboard.com/#/news/maroon-5-christina-aguilera-s-jagger-moves-1005334882.story. Läst 31 augusti 2011.
40. ↑  Trust, Gary (7 september 2011). ”Adele's 'Someone Like You' Soars To No. 1 On Hot 100”. Billboard (Prometheus Global Media). http://www.billboard.com/#/news/adele-s-someone-like-you-soars-to-no-1-on-1005341102.story. Läst 7 september 2011.
41. ↑  Trust, Gary (14 september 2011). ”Kelly Clarkson's 'Know It All' Debuts on Hot 100, Rihanna's 'Cheers' Rises”. Billboard (Prometheus Global Media). http://www.billboard.com/#/news/kelly-clarkson-s-know-it-all-debuts-on-hot-1005353052.story. Läst 14 september 2011.
42. ↑  Trust, Gary (21 september 2011). ”Maroon 5, Christina Aguilera's 'Jagger' Atop Hot 100 For Third Week”. Billboard (Prometheus Global Media). http://www.billboard.com/#/news/maroon-5-christina-aguilera-s-jagger-atop-1005365102.story. Läst 21 september 2011.
43. ↑  Trust, Gary (28 september 2011). ”Rihanna Roars Onto Hot 100 as LMFAO Get 'Sexy' in Top 10”. Billboard (Prometheus Global Media). http://www.billboard.com/#/news/rihanna-roars-onto-hot-100-as-lmfao-get-1005374562.story. Läst 28 september 2011.
44. ↑  Trust, Gary (5 oktober 2011). ”Adele Reclaims Hot 100 Throne, B.o.B Blasts Into Top 10”. Billboard (Prometheus Global Media). http://www.billboard.com/#/news/adele-reclaims-hot-100-throne-b-o-b-blasts-1005390382.story. Läst 5 oktober 2011.
45. ↑  Trust, Gary (12 oktober 2011). ”Adele's 'Someone Like You' Atop Hot 100, Passes 2 Million Downloads”. Billboard (Prometheus Global Media). http://www.billboard.com/#/news/adele-s-someone-like-you-atop-hot-100-passes-1005405372.story. Läst 12 oktober 2011.
46. ↑  Trust, Gary (19 oktober 2011). ”Adele Still Atop Hot 100, Snoop Dogg and Wiz Khalifa Debut”. Billboard (Prometheus Global Media). http://www.billboard.com/#/news/adele-still-atop-hot-100-snoop-dogg-and-1005425512.story. Läst 19 oktober 2011.
47. ↑  Trust, Gary (26 oktober 2011). ”Adele No. 1 on Hot 100 as Rihanna, Drake, Justin Bieber Surge”. Billboard (Prometheus Global Media). http://www.billboard.com/#/news/adele-no-1-on-hot-100-as-rihanna-drake-justin-1005440942.story. Läst 26 oktober 2011.
48. ↑  Trust, Gary (2 november 2011). ”Rihanna's 'Found' Her Way Back to Hot 100 Summit”. Billboard (Prometheus Global Media). http://www.billboard.com/news/rihanna-s-found-her-way-back-to-hot-100-1005464372.story#/news/rihanna-s-found-her-way-back-to-hot-100-1005464372.story. Läst 2 november 2011.
49. ↑  Trust, Gary (9 november 2011). ”Rihanna Remains Atop Hot 100, Flo Rida Reaches Top 10”. Billboard (Prometheus Global Media). http://www.billboard.com/#/news/rihanna-remains-atop-hot-100-flo-rida-reaches-1005493752.story. Läst 9 november 2011.
50. ↑  Trust, Gary (16 november 2011). ”Rihanna Still Atop Hot 100, Taylor Swift's 'Movie' Premieres in Top 10”. Billboard (Prometheus Global Media). http://www.billboard.com/#/news/rihanna-still-atop-hot-100-taylor-swift-1005531152.story. Läst 16 november 2011.
51. ↑  Trust, Gary (23 november 2011). ”Rihanna's 'Love' Still Leads Hot 100, Katy Perry Back in Top 10”. Billboard (Prometheus Global Media). http://www.billboard.com/#/news/rihanna-s-love-still-leads-hot-100-katy-1005560752.story. Läst 23 november 2011.
52. ↑  Trust, Gary (30 november 2011). ”Rihanna Remains Atop Hot 100, American Music Awards Spur Gains”. Billboard (Prometheus Global Media). http://www.billboard.com/#/news/rihanna-remains-atop-hot-100-american-music-1005585552.story. Läst 30 november 2011.
53. ↑  Trust, Gary (7 december 2011). ”Jay-Z, Kanye West Reach Hot 100's Top 10 with 'Paris'; Rihanna Still No. 1”. Billboard (Prometheus Global Media). http://www.billboard.com/#/news/jay-z-kanye-west-reach-hot-100-s-top-10-1005627152.story. Läst 7 december 2011.
54. ↑  Trust, Gary (14 december 2011). ”Rihanna's Everlasting 'Love' Matches Her Longest Hot 100 Reign”. Billboard (Prometheus Global Media). http://www.billboard.biz/bbbiz/industry/record-labels/rihanna-s-everlasting-love-matches-her-longest-1005675622.story. Läst 14 december 2011.
55. ↑  Trust, Gary (21 december 2011). ”Rihanna's 'Love' Her Longest-Leading Hot 100 No. 1”. Billboard (Prometheus Global Media). http://www.billboard.com/#/news/rihanna-s-love-her-longest-leading-hot-100-1005716152.story. Läst 21 december 2011.